# Карен Гаруп
Карен Гаруп (дан. Karen Harup, 20 листопада 1924 — 19 липня 2009) — данська плавчиня.
Олімпійська чемпіонка 1948 року.
Чемпіонка Європи з водних видів спорту 1947 року.